# 하동 정기룡 유허지
하동 정기룡 유허지(河東 鄭起龍 遺虛地)는 대한민국 경상남도 하동군 금남면 중평리에 있는, 조선 중기의 무신이며 곤양 정씨의 시조인 매헌 정기룡(1562∼1622)이 태어나 젊은 시절에 학문을 닦고 무예를 연마하던 곳이다.
1991년 12월 23일 경상남도의 문화재자료 제188호 정기룡장군 유허지으로 지정되었다가, 2018년 12월 20일 현재의 명칭으로 변경되었다.

## 개요
조선 중기의 무신이며 곤양 정씨의 시조인 매헌 정기룡(1562∼1622)이 태어나 젊은 시절에 학문을 닦고 무예를 연마하던 곳이다.
매헌은 선조 19년(1586) 무과에 급제한 후 훈련원봉사가 되었으며, 1592년 임진왜란이 일어나자 여러 전투에서 왜군을 크게 무찔러 호남을 지켰다. 그후에는 토왜대장, 경상우도병마절도사를 거쳐 삼도수군통제사에 이르렀으며, 광해군 14년(1622)에 세상을 떠났다.
현재는 매헌의 공훈을 추모하기 위해 1932년부터 경충사를 세워 제사를 올리고 있으며, 경북 상주시에는 장군을 모신 사당과 무덤, 유물관이 있다.

## 참고 문헌
- 하동 정기룡 유허지 - 국가유산청 국가유산포털